# Gabrovo Knoll
Der Gabrovo Knoll (englisch; bulgarisch Габровска могила Gabrowska molina) ist ein rund 500 m hoher Hügel auf der Livingston-Insel im Archipel der Südlichen Shetlandinseln. Im Friesland Ridge der Tangra Mountains ragt er 2,3 km westsüdwestlich des Shumen Peak auf. Der Tarnowo-Piedmont-Gletscher liegt südöstlich, der Charity-Gletscher nördlich von ihm.
Die bulgarische Kommission für Antarktische Geographische Namen benannte den Hügel 2002 nach der Stadt Gabrowo im zentralen Teil Bulgariens.